# Champion (läromedel)
Champion är en serie skolböcker i engelska för nybörjare av Christer Bermheden, Lars-Göran Sandström och Staffan Wahlgren, utgiven av Sanoma Utbildning som riktar sig till elever i årskurserna 4, 5 och 6. 
Serien gavs först ut 1995[källa behövs] består av en mängd böcker som delas in årskursvis i bokserierna Champion 4, Champion 5 och Champion 6. Varje serie består av fem böcker: Textboken, Övningsboken, Elevfacit, Lärarpärmen och Korsorden. Champion 5 inkluderar även en CD-skiva med sånger för seriens textbok, och Champion 6 inkluderar utöver en CD-skiva med sånger även tre CD-skivor med text- och hörövningar.

## New Champion
New Champion är en reviderad och uppdaterad version av den ursprungliga Champion som började ges ut 2005[källa behövs]. Liksom den ordinarie serien är denna uppdelad årskursvis. Till skillnad erbjuds nu även digitala utgåvor av text- och övningsböckerna samt material för interaktiva skrivtavlor, dessutom erbjuds nu även text- och hörövningar för Champion 4 och 5.

## Champ 4
Champ 4 är en reviderad och uppdaterad version av New Champion 4 som gavs ut 2015.